# La cameriera
La cameriera è un dipinto a olio su tela (73 x54 cm) realizzato nel 1916 dal pittore italiano Amedeo Modigliani.
Si trova nella Kunsthaus di Zurigo.